# Montigny-le-Tilleul
Montigny-le-Tilleul /mõtiˈɲi lə tiˈjœl/ (in vallone Montgneye-Tiyoû) è un comune belga di 10 215 abitanti, situato nella provincia vallona dell'Hainaut.